# Heinkenszand

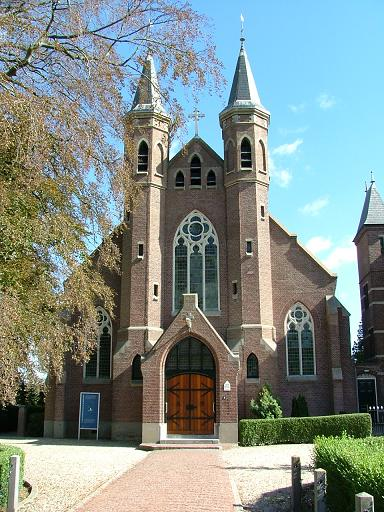
Sint-Blasiuskerk

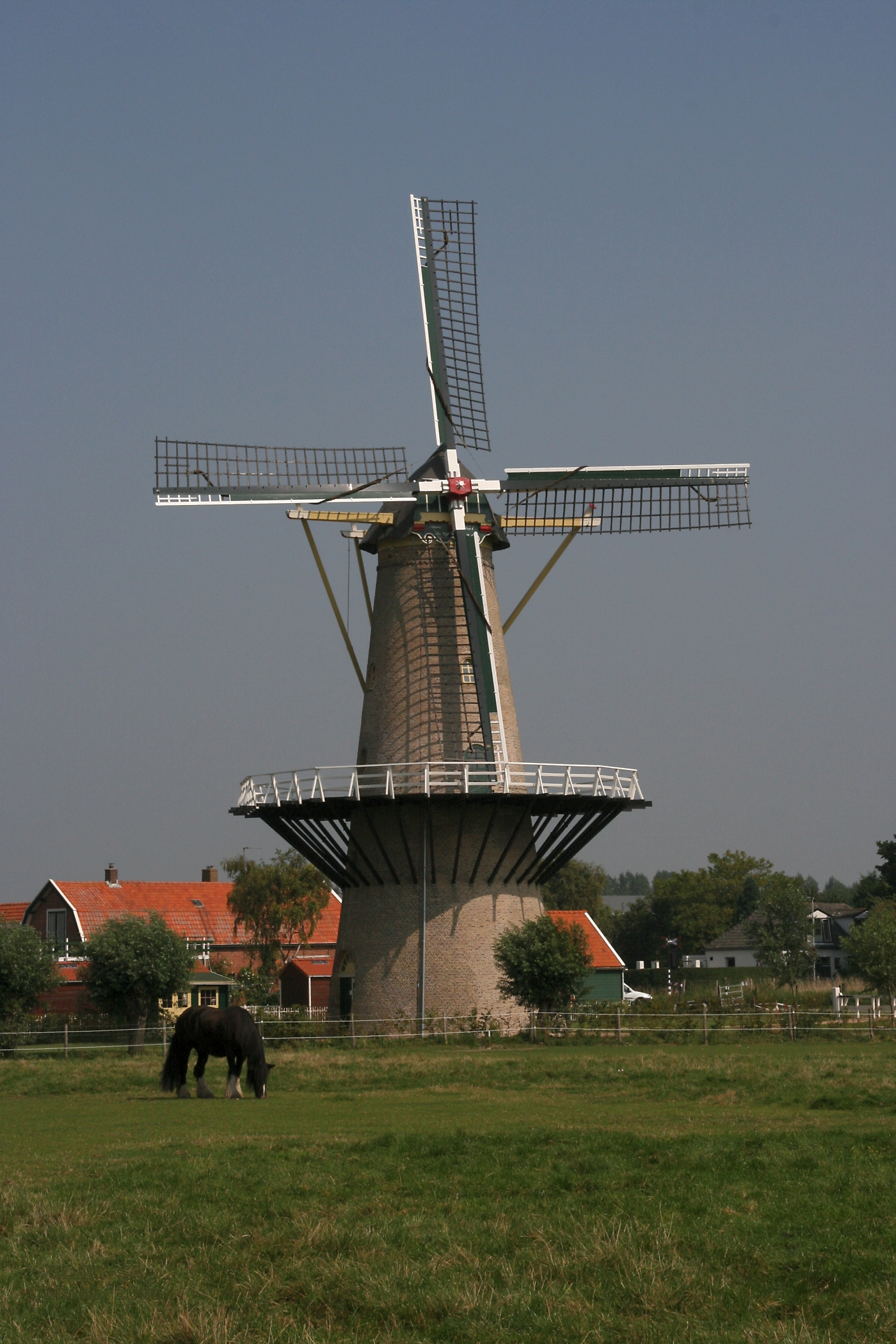
Stellingmolen De Vijf Gebroeders

Heinkenszand (Zeeuws: Eintjeszand) is een dorp in de gemeente Borsele, in de Nederlandse provincie Zeeland. Het dorp is met 5.555 inwoners (2023) de grootste kern van de gemeente.

## Geschiedenis

### Ontstaan
Heinkenszand ontstaat als in het tweede kwart van de 14e eeuw een zandplaat, liggend in het stroomgebied tussen de Schenge en de Zwake, wordt ingepolderd, welk gebied nu bekendstaat als Het Oudeland. Deze polder ligt de eerste jaren als een eiland tussen Zuid-Beveland en Walcheren. De naam Heinkenszand vindt zijn oorsprong in het feit dat de zandplaat die het begin vormde van Heinkenszand en die aan een zekere 'Heinken' (verkleinvorm van de voornaam Hein) toebehoorde. Wie deze Hein(ken) was, is niet bekend.
Kort na de inpoldering van Het Oudeland komen er twee polders bij: Het Oosterland en de Oosterguite. Aan het eind van de 14e eeuw bestaat Heinkenszand uit een clustertje van vijf polders, mede ingedijkt door de Heeren Van Schengen, leden van een adellijk geslacht. Nog steeds is Heinkenszand een eiland, hoewel de gebieden buiten de polders snel verzanden en bestaan uit slikken en schoren. Als ook de Plate Polder is ingepolderd, wordt er een verbinding gemaakt met overig Zuid-Beveland en is Heinkenszand niet langer een eiland. Deze verbinding ligt nu aan het eind van de Stenevate en het Kruisewegje. Deze dam zal tussen 1414 en 1420 zijn gelegd.
Reeds in 1405 is er sprake van een kapel, waarschijnlijk op de plaats waar nu de dorpskerk staat. In 1462 wordt deze kapel die dan nog in gebruik is bij de rooms-katholieken, verheven tot kerk en wordt deze aan Maria gewijd. Er is dan ook bebouwing ontstaan aan de binnendijk van de Oosterland- en Oosterguitepolder, de huidige Dorpsstraat. Heinkenszand groeit als er meer polders worden ingepolderd. Er komen nog twee verbindingsdammen met het vasteland van Zuid-Beveland (van de Stellepolder naar ’s Heer Arendskerke, en bij de Schouwersweel). De diverse welen die nu nog steeds bestaan zijn ontstaan bij dijkdoorbraken tijdens verschillende stormvloeden. Om deze doorbraken te herstellen werd er meestal een ringdijk rond het stroomgat gelegd. Voor 1600 bestaat Heinkenszand uit 18 polders, waarvan er drie gedeeld worden met een ander ambacht. Alleen aan de oostkant is nog water, totdat in 1612 de Nieuwe Kraaijert wordt ingepolderd.
In 1694 is de bevolking van Heinkenszand gegroeid tot ongeveer 800 inwoners en er staan circa 162 huizen. De kroniekschrijver Smallegange noemde het in die tijd 'seer ryk' aan inwoners. De bebouwing van het dorp concentreert zich vooral rond de Dorpstraat en enkele zijstraten, zoals het Stenen Slop (de huidige Stenevate geheten) en het Aarden Slop (nu Het Dijkje geheten).

### Kastelen
De familie Van Schenge heeft aan het einde van de 16e eeuw en het begin van de 17e eeuw grote delen van Heinkenszand in bezit en vormt het dorpje om tot - bezien in de tijdspanne en in vergelijking met de omringende dorpen - een indrukwekkende plaats. Zij stichten in de 14e of 15e eeuw tevens het slot Barbestein. Van dit kasteel (op plaats waarvan nu de rooms-katholieke kerk en begraafplaats liggen) rest nog de veste, de voormalige slotgracht.
Rond 1588 wordt slot Watervliet aangelegd door de familie Brouwer uit Goes, die zich later Van Watervliet ging noemen. Watervliet werd uitgebouwd tot een imposante buitenplaats, maar werd in 1793 afgebroken.

### Kerken
Bij de Reformatie komt de dorpskerk, die oorspronkelijk in het bezit was van de Rooms-Katholieken, in handen van de protestanten. Vanuit Vlaanderen komen veel protestantse vluchtelingen richting onder meer Heinkenszand; een deel van de bevolking van Heinkenszand blijft echter trouw aan het rooms-katholieke geloof. Tot aan de tijd van de Bataafse Republiek kunnen katholieken moeilijk in het openbaar hun geloof uitoefenen. In 1805 kunnen zij echter het dan vervallen slot Barbestein kopen, welk slot later wordt verbouwd tot een nieuwe kerk. Er wordt eveneens een begraafplaats aangelegd, waarop in 1912 een replica van de Lourdesgrot wordt gebouwd.
In 1844 is de dorpskerk vanwege zijn bouwkundige staat aan vervanging toe en vindt er een verbouwing plaats.

### Recente ontwikkeling
Pas in de loop van de 20e eeuw ontstaat er nieuwe bebouwing in zijstraten van de Dorpsstraat. Eind jaren 60 ontstaat de wijk Oosterguite en vanaf de jaren 70 begint men met de bouw van de wijk Watervliet, waarvan de laatste huizen begin jaren 90 worden opgeleverd. Bij het latere nieuwbouwproject Over de Dijk, dat eind jaren 90 start en thans nog steeds in ontwikkeling is, groeit het inwoneraantal van Heinkenszand tot het huidige aantal 5.485.
In 1969 wordt in de Stellepolder een plas gegraven, deels voor de zandwinning, die noodzakelijk is voor de aanleg van de snelweg A58 en deels ten behoeve van recreatieve doeleinden. Er ontstaat in de loop der jaren een recreatiegebied met onder andere een zwembad, een camping en een bungalowpark met restaurant.
Op 1 januari 1970 wordt de gemeente Heinkenszand opgeheven en wordt het dorp een onderdeel van de nieuw gevormde gemeente Borsele. Het gemeentehuis blijft echter in Heinkenszand staan, waardoor het dorp zich ontwikkelt tot bestuurscentrum van de gemeente.

## Bezienswaardigheden
De rooms-katholieke Sint-Blasiuskerk te Heinkenszand is gebouwd in neogotische stijl. De kerk stamt uit 1866 en is gewijd aan de heilige Blasius. Sinds 2007 draait de grote stellingmolen De Vijf Gebroeders in het dorp weer regelmatig.
Deels op gronden van de buitenplaats Watervliet werd in 1793 het landgoed Landlust gesticht. Het park is opengesteld voor bezoekers en staat lokaal ook wel bekend als het 'Bosje van Citters'.

## Voorzieningen
Heinkenszand is als bestuurlijk centrum van de gemeente Borsele en vervult, onder andere door het winkelbestand, een regionale functie. In het dorp bevindt zich het ontmoetingscentrum "De Stenge", waarin een sporthal, een bibliotheek en diverse vergaderzalen in zijn ondergebracht. Eveneens bevinden zich drie basisscholen in Heinkenszand, de rooms-katholieke 'Jan van Schengen', de op christelijke grondslag gebaseerde 'Wegwijzer' en 'De Reiger' voor openbaar onderwijs.
Op sportief vlak zijn in Heinkenszand onder meer de voetbalvereniging Luctor Heinkenszand, de handbalvereniging SV Orion en de tennisvereniging TEBO gevestigd.
Op het gebied van recreatie heeft Heinkenszand het recreatiegebied de Stelleplas, waar een buitenzwembad, vakantiepark en camping gevestigd zijn.

## Ambachtsheerlijkheid
Tevens is er een ambachtsheerlijkheid Heinkenszand, die zeer waarschijnlijk eigendom was van de Van Schenges. Door vererving in de familie Van der Nisse werd deze later eigendom van een lid van het geslacht Hurgronje. Uiteindelijk kwam de ambachtsheerlijkheid door huwelijk in de familie Van Citters, waar zij tot op heden gebleven is.
Heinkenszand maakte deel uit van de ruilverkaveling De Poel-Heinkenszand in 1980. Bij die ruilverkaveling zijn de oude ambachtsheerlijke rechten van Heinkenszand behouden.

## Geboren in Heinkenszand
- Johan Buteux (1828-1900), burgemeester en politicus
- Pieter Buteux (1865-1935), burgemeester
- Jacob Schorer (1866-1957), advocaat en homo-emancipator
- F. de Sinclair (1873-1953), schrijver
- Jan Raas (1952), wielrenner, ploegleider en sportdirecteur
- Jan Eikelboom (1964), televisiejournalist